# Gand-Wevelgem 2010
La 72e édition de la course cycliste Gand-Wevelgem, inscrite au calendrier mondial UCI 2010, a eu lieu le 28 mars 2010. L'Autrichien Bernhard Eisel (HTC-Columbia) s'est imposé, en devançant au sprint ses compagnons d'échappés.

## Présentation

### Équipes
| N.      | Code | Équipe                |
| ------- | ---- | --------------------- |
| 1-8     | SKY  | Sky                   |
| 11-18   | OLO  | Omega Pharma-Lotto    |
| 21-28   | QST  | Quick Step            |
| 31-38   | ALM  | AG2R La Mondiale      |
| 41-48   | AST  | Astana                |
| 51-58   | GCE  | Caisse d'Épargne      |
| 61-68   | EUS  | Euskaltel-Euskadi     |
| 71-78   | FOT  | Footon-Servetto       |
| 81-88   | FDJ  | La Française des jeux |
| 91-98   | LAM  | Lampre-Farnese Vini   |
| 101-108 | LIQ  | Liquigas-Doimo        |
| 111-118 | RAB  | Rabobank              |
| 121-128 | THR  | HTC-Columbia          |

| N.      | Code | Équipe                       |
| ------- | ---- | ---------------------------- |
| 131-138 | GRM  | Garmin-Transitions           |
| 141-148 | KAT  | Katusha                      |
| 151-158 | MRM  | Milram                       |
| 161-168 | RSH  | RadioShack                   |
| 171-178 | SAX  | Saxo Bank                    |
| 181-188 | ASA  | Acqua & Sapone               |
| 191-198 | CTT  | Cervélo TestTeam             |
| 201-208 | BMC  | BMC Racing Team              |
| 211-218 | LAN  | Landbouwkrediet              |
| 221-228 | SKS  | Skil-Shimano                 |
| 231-238 | TSV  | Topsport Vlaanderen-Mercator |
| 241-248 | VAC  | Vacansoleil                  |

### Favoris
Tom Boonen (Quick Step) et Fabian Cancellara (Saxo Bank) feront le GP E3 Harelbeke avant de, peut-être, gagner ce Gand-Wevelgem,. Mais, il faudra faire face à de redoutables concurrents. À commencer par les sprinteurs Daniele Bennati (Liquigas-Doimo), Óscar Freire, vainqueur de Milan-San Remo,Graeme Brown (Rabobank), Tyler Farrar (Garmin-Transitions), Theo Bos (Cervélo TestTeam) et Romain Feillu (Vacansoleil). Mais aussi des puncheurs, comme Edvald Boasson Hagen, le tenant du titre, Juan Antonio Flecha (Sky), Philippe Gilbert (Omega Pharma-Lotto) et Sylvain Chavanel (Quick Step).

### Parcours
Bien qu'annoncée, la distance 257 km n'aura pas lieu. La course sera finalement longue de 219 km, avec un final redessiné.

#### Côtes pavés
- Scherpenberg km 105
- Mont de Cats km 125
- Berthen km 127
- Mont Noir km 132
- Baneberg km 135
- Rode berg km 136
- Monteberg km 141
- Kemmelberg km 143
- Scherpenberg km 149
- Mont de Cats km 167
- Berthen km 169
- Mont Noir km 173
- Baneberg km 176
- Rode berg km 177
- Monteberg km 183
- Kemmelberg km 184

## Classement final
|    | Coureur          | Pays       | Équipe                       |    | Temps           |
| -- | ---------------- | ---------- | ---------------------------- | -- | --------------- |
| 1  | Bernhard Eisel   | Autriche   | HTC-Columbia                 | en | 5 h 16 min 21 s |
| 2  | Sep Vanmarcke    | Belgique   | Topsport Vlaanderen-Mercator | +  | m.t.            |
| 3  | Philippe Gilbert | Belgique   | Omega Pharma-Lotto           |    | m.t.            |
| 4  | George Hincapie  | États-Unis | BMC Racing                   |    | m.t.            |
| 5  | Daniel Oss       | Italie     | Liquigas-Doimo               |    | 02 s            |
| 6  | Jürgen Roelandts | Belgique   | Omega Pharma-Lotto           |    | 07 s            |
| 7  | Maxim Iglinskiy  | Kazakhstan | Astana                       |    | 51 s            |
| 8  | Matti Breschel   | Danemark   | Saxo Bank                    |    | 1 min 01 s      |
| 9  | Tyler Farrar     | États-Unis | Garmin-Transitions           |    | m.t.            |
| 10 | Luca Paolini     | Italie     | Acqua & Sapone               |    | m.t.            |

## Points UCI
| #  | Coureur          | Équipe | Pts |
| -- | ---------------- | ------ | --- |
| 1  | Bernhard Eisel   | THR    | 80  |
| 2  | Sep Vanmarcke    | TSV    | 60  |
| 3  | Philippe Gilbert | OLO    | 50  |
| 4  | George Hincapie  | BMC    | 40  |
| 5  | Daniel Oss       | LIQ    | 30  |
| 6  | Jürgen Roelandts | OLO    | 22  |
| 7  | Maxim Iglinskiy  | AST    | 14  |
| 8  | Matti Breschel   | SAX    | 10  |
| 9  | Tyler Farrar     | GRM    | 6   |
| 10 | Luca Paolini     | ASA    | 2   |